# Џонас Солк
Џонас Едвард Солк (енгл. Jonas Edward Salk; Њујорк, 28. октобар 1914 — Ла Хоља, 23. јун 1995) је био амерички лекар, вирусолог и имунолог. Проналазач је прве вакцине против дечје парализе. Рођен је у породици руско-јеврејских емиграната.
Солкова вакцина потив полиомијелитиса била је једна од првих ефикасних вакцина против вируса. Створена је на принципу неутралисаног вируса који изазива имуну реакцију код људи. Ова реакција производи дуготрајну заштиту од опасне живе форме вируса. Открио ју је 1952. и тестирао на себи, својој породици и сарадницима. Тестови на око два милиона деце су спроведени 1954, тако што је половина деце вакцинисана, а половина је добила плацебо и служила као контролна група. Дана 12. априла 1955. саопштени су резултати; вакцина је била сигурна и ефикасна. Две године после почетка примене ове вакцине, број случајева полиомијелитиса у САД је пао за 85-90%. Вакцина се даје инјекцијом, а потребно је повремено обнављати ову процедуру. Од 1960-их, због једноставније примене (орално) и чињенице да уништава вирус директно у цревима, чешће је у употреби вакцина на бази ослабљеног вируса коју је 1961. изумео Алберт Сејбин.
Године 1963. Салк је основао Салк институт за биолошке студије у Ла Хољи у Калифорнији, који је данас центар за медицинска и научна истраживања. Наставио је да спроводи истраживања и објављује књиге у својим позним годинама, фокусирајући се у последњим годинама на потрагу за вакцином против ХИВ-а. Салк је такође енергично водио кампању за обавезну вакцинацију до краја свог живота, називајући универзалну вакцинацију деце против болести „моралним опредељењем“. Салкови лични документи се данас чувају у Гајзеловој библиотеци на Универзитету Калифорније у Сан Дијегу.

## Младост и образовање
Џонас Салк је рођен у Њујорку од породице Данијела и Доре (рођене Прес) Салк. Његови родитељи су били јеврејски имигранти; Дора, која је рођена у Минску, емигрирала је када је имала дванаест година. Салкови родитељи нису добили опсежно формално образовање. Џонас је имао два млађа брата, Хермана и Лија, познатог дечјег психолога. Породица се преселила из Источног Харлема у 853 Елсмир Плејс, Бронкс, са извесним временом проведеним у Квинсу у 439 Бич 69. улици, Арверн.
Када је имао 13 година, Салк је уписао средњу школу Тоунсенд Харис, јавну школу за интелектуално надарене ученике. Названа по оснивачу Сити колеџа у Њујорку (CCNY), био је то, писао је његов биограф, др Дејвид Ошински, „полетна рампа за талентоване синове родитеља имиграната којима је недостајао новац — и педигре — да похађају врхунску приватну школу“. У средњој школи „био је познат као перфекциониста... који је читао све што му је до руке дошло“, каже један од његових колега ученика. Ученици су четворогодишњи наставни план и програм морали да савладају за само три године. Као резултат тога, већина их је напустила или пала, упркос моту школе „учи, учи, учи“. Међутим, од студената који су дипломирали, већина је имала оцене за упис на CCNY, познат по томе што је високо конкурентан колеџ.‍:96

### Образовање
Салк се уписао у CCNY, где је 1934. године стекао диплому из области хемије. Ошински пише да је „за породице имиграната из радничке класе Градски колеџ представљао врхунац јавног високог образовања. Улазак је био тежак, али је школарина била бесплатна. Конкуренција је била интензивна, али су се правила поштено примењивала. Нико није добио предност на основу несрећног рођења."
На наговор своје мајке, оставио је по страни тежње да постане адвокат и уместо тога се концентрисао на часове неопходне за упис на медицинску школу. Међутим, према речима Ошинског, објекти на Сити колеџу су били „једва другоразредни“. Није било истраживачких лабораторија. Библиотека је била неадекватна. Факултет је садржавао мало истакнутих научника. „Оно што је место учинило посебним“, пише он, „је студентско друштво које се толико борило да стигне тамо... предвћено њиховим родитељима ... Из ових редова, 1930-их и 1940-их, произашло је богатство интелектуалног талента, укључујући више добитника Нобелове награде – осам – и доктораната него из било ког другог јавног колеџа осим Универзитета Калифорније у Берклију. Салк је ушао у CCNY са 15 година, „уобичајено доба за бруцоша који је успут прескочио више разреда.“‍:98
Као дете, Салк уопште није показивао интересовање за медицину или науку. Рекао је у интервјуу за Академију достигнућа, „Као дете нисам био заинтересован за науку. Само су ме занимале ствари људске, људска страна природе, ако желите, и настављам да се интересујем за то."

### Медицинска школа
Након Сити колеџа, Салк се уписао на Универзитет у Њујорку да студира медицину. Према речима Ошинског, NYU је своју скромну репутацију засновао на познатим алумнима, као што је Волтер Рид, који је помогао да се победи жута грозница. Школарина је била „релативно ниска, још боље, нису дискриминисали Јевреје ... док је већина околних медицинских школа — Корнел, Колумбија, Универзитет Пенсилваније и Јејл — имала строге квоте“. Јејл је, на пример, прихватио 76 кандидата 1935. од укупно 501. Иако су 200 подносилаца молбе били Јевреји, само пет их је ушло.‍:98 Током година на Медицинском факултету Универзитета у Њујорку, Салк је радио као лабораторијски техничар у току школске године и као саветник кампа у летњем периоду.
Током Салкових студија медицине, он се издвајао од својих вршњака, према Букчину, „не само због свог континуираног академског умећа – био је припадник Алфа Омега Алфа, Друштва за медицинско образовање Фај Бета Капа – већ зато што је одлучио да не жели да се бавим медицином“. Уместо тога, почео је да се бави истраживањем, чак је узео годину дана паузе да би студирао биохемију. Касније је више својих студија фокусирао на бактериологију, која је заменила медицину као његов примарни интерес. Рекао је да је његова жеља била да помогне човечанству уопште, а не појединачним пацијентима. „Нарочито је лабораторијски рад дао нови правац његовом животу.“ "It was the laboratory work, in particular, that gave new direction to his life."
Салк је рекао: „Моја намера је била да одем на медицинску школу, а затим да постанем научник медицине. Нисам намеравао да се бавим медицином, иако сам на медицинском факултету и на стажирању радио све ствари које су биле неопходне да бих се квалификовао у том погледу. Имао сам прилике да напустим идеју медицине и кренем у науку. У једном тренутку на крају моје прве године медицинске школе, добио сам прилику да проведем годину дана у истраживању и настави из биохемије, што сам и урадио. И на крају те године ми је речено да могу, ако желим, да променим смер и докторирам из биохемије, али сам више волео да останем на медицини. И верујем да је ово све повезано са мојом првобитном амбицијом, или жељом, која је била да будем од неке помоћи човечанству, да тако кажем, у ширем смислу него само на принципу један на један.”
О својој последњој години медицинског факултета, Салк је рекао: „Имао сам прилику да проведем време у изборним периодима последње године на медицинском факултету, у лабораторији која је била укључена у студије о грипу. Вирус грипа је управо откривен око неколико година пре тога. И тада сам видео прилику да тестирам питање да ли можемо да уништимо инфективност вируса и да се имунизујемо. И тако смо, пажљиво осмишљеним експериментима, открили да је то могуће."